# Parectecephala varifrons
Parectecephala varifrons är en tvåvingeart som beskrevs av Lamb 1917. Parectecephala varifrons ingår i släktet Parectecephala och familjen fritflugor. Inga underarter finns listade i Catalogue of Life.